# (3007) Reaves
(3007) Reaves es un asteroide perteneciente al cinturón de asteroides, descubierto el 17 de octubre de 1979 por Edward Bowell desde la Estación Anderson Mesa (condado de Coconino, cerca de Flagstaff, Arizona, Estados Unidos).

## Designación y nombre
Designado provisionalmente como 1979 UC. Fue nombrado Reaves en honor al astrónomo estadounidense Gibson Reaves.